# Norman (keresztnév)
A Norman germán eredetű angol és német névből származik, jelentése: észak + férfi.

## Rokon nevek
- Norisz:[1] az angol Norris névből ered, ami a Norman becenevéből önállósult.[2]

## Gyakorisága
Az 1990-es években a Norman igen ritka, a Norisz szórványos név, a 2000-es években nem szerepelnek a 100 leggyakoribb férfinév között.

## Névnapok
Norman, Norisz
- június 6.[2]

## Híres Normanok
„Norman” utónevű személyek szócikkeinek listája a Wikidata alapján